# Tanaecia tiara
Tanaecia tiara är en fjärilsart som beskrevs av Hans Fruhstorfer 1913. Tanaecia tiara ingår i släktet Tanaecia och familjen praktfjärilar. Inga underarter finns listade i Catalogue of Life.